# Pseudolimnophila ebullata
Pseudolimnophila ebullata är en tvåvingeart som beskrevs av Jaroslav Stary 1982. Pseudolimnophila ebullata ingår i släktet Pseudolimnophila och familjen småharkrankar. Inga underarter finns listade i Catalogue of Life.